# Maximilian Daublebsky von Eichhain

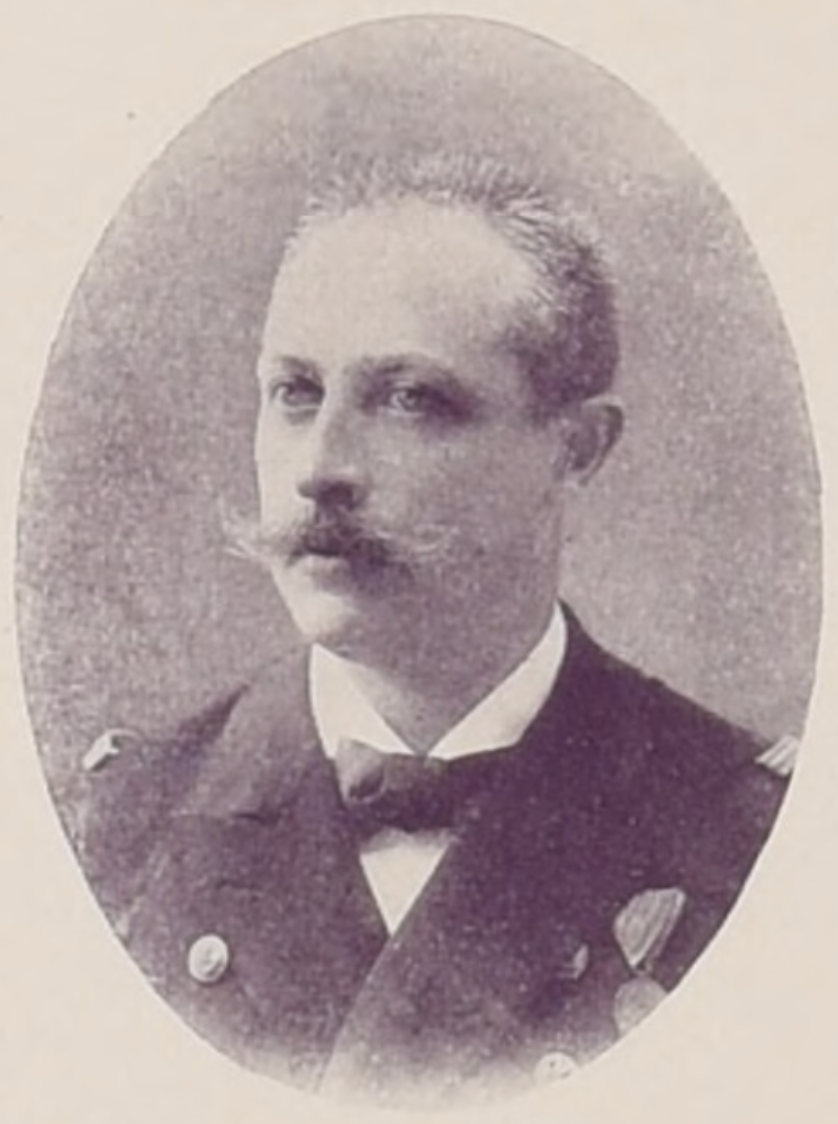
Maximilian Daublebsky von Eichhain (1908)

Maximilian Daublebsky von Eichhain, bis 1918 Maximilian Daublebsky (* 17. Jänner 1865 in Wien; † 28. August 1939 in Wildenegg, Krain) war ein österreichischer Vizeadmiral der österreichisch-ungarischen Marine.

## Leben
Maximilian Daublebsky war ein natürlicher, jedoch anerkannter Sohn des Admirals  Maximilian Freiherr Daublebsky von Sterneck und von Amalie Pabst geb. Freiin Matz von Spiegelfeld. Er war verheiratet mit Elisabeth Freiin von Minutillo, Tochter des Admirals Franz Freiherr von Minutillo (1840–1916).
Im Ersten Weltkrieg kommandierte er zuerst das Schlachtschiff Zrinyi, mit dem er am 24. Mai 1915, beim Kriegseintritt Italiens, Sinigaglia beschoss und später mehrfach bei der Abwehr von Luftangriffen auf Pola teilnahm. Im Frühjahr 1917 erhielt Daublebsky das Kommando über die V. Schiffsdivision, die aus den veralteten Linienschiffen der Monarch-Klasse bestand. Kurz vor Kriegsende trat Maximilian Daublebsky in den Ruhestand und wurde am 16. Oktober 1918 mit dem Prädikat "von Eichhain" in den Adelsstand erhoben.
Er ist auf dem St.-Leonhard-Friedhof in Graz beigesetzt.
Er wurde mit dem dänischen Danebrog-Orden III. Klasse, dem österreichischen Orden der Eisernen Krone III. Klasse mit der Kriegsdekoration und Schwertern sowie dem bulgarischen St. Alexander-Orden V. Klasse ausgezeichnet.

Maximilian Daublebsky von Eichhain (1865–1939) in Marineuniform
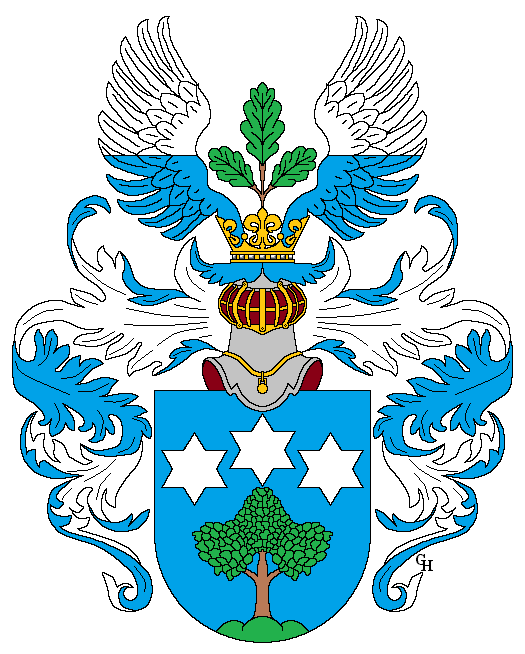
Wappen des Maximilian Daublebsky von Eichhain
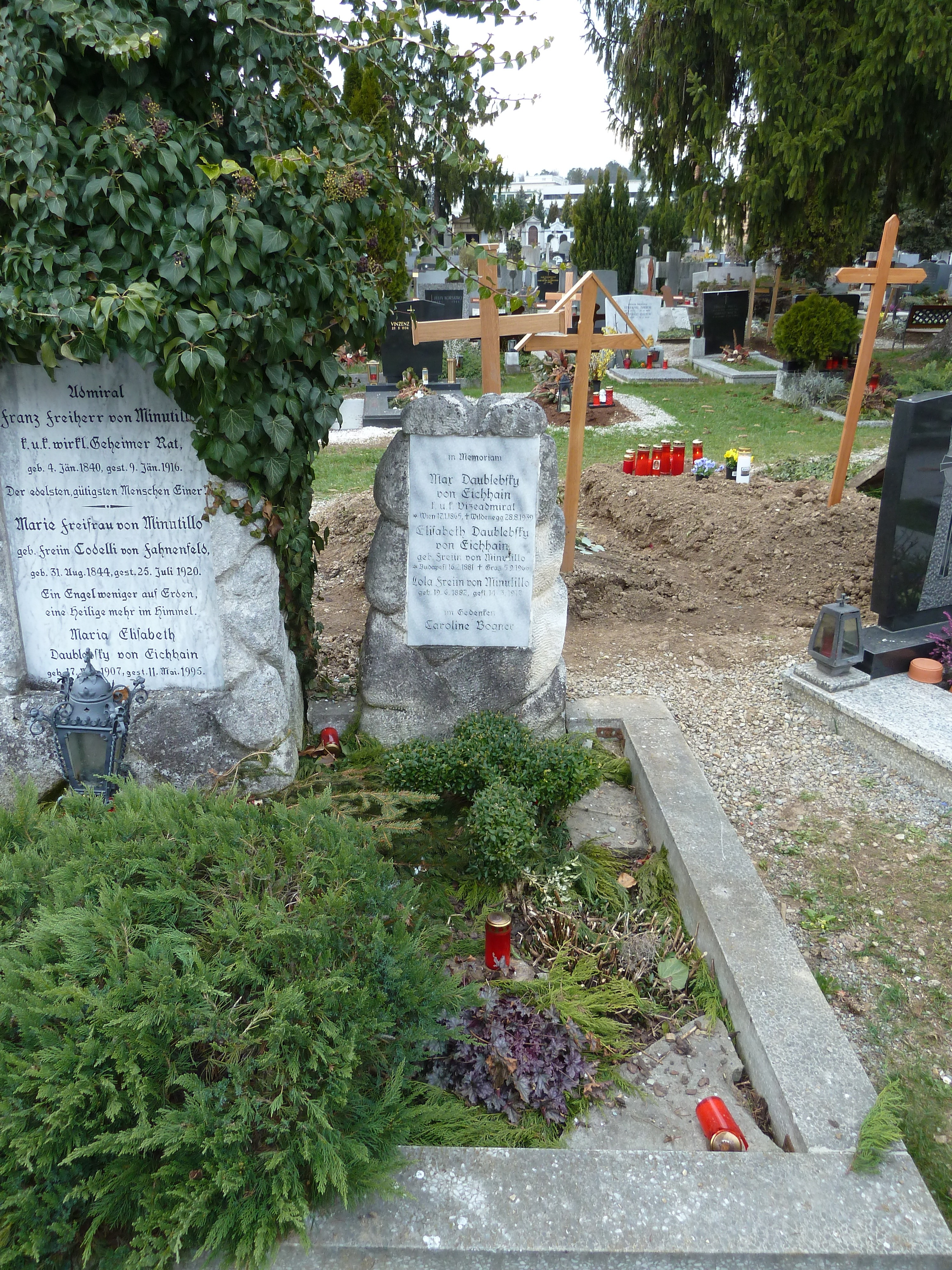
Grabmal der Familie Daublebsky von Eichhain auf dem St.-Leonhard-Friedhof, Graz